# Hymn Senegalu
Zagrajcie na wszystkich korach, uderzcie w balafony to hymn państwowy Senegalu. Kompozytorem był Herbert Pepper, który skomponował także muzykę hymnu narodowego Republiki Środkowoafrykańskiej.
Słowa w języku francuskim napisał pierwszy prezydent Senegalu, Léopold Sédar Senghor. Kora (21-strunowa harfa) oraz balafon (rodzaj ksylofonu) to narodowe instrumenty muzyczne.
| Pincez tous vos koras, frappez les balafons Pincez tous vos koras, frappez les balafons. Le lion a rugi. Le dompteur de la brousse D'un bond s'est élancé Dissipant les ténèbres. Soleil sur nos terreurs, soleil sur notre espoir. Debout, frères, voici l'Afrique rassemblée. Ref.: Fibres de mon coeur vert. Épaule contre épaule, mes plus que frères, O Sénégalais, debout! Unissons la mer et les sources, unissons la steppe et la forêt! Salut Afrique mère, salut Afrique mère. Sénégal toi le fils de l'écume du Lion, Toi surgi de la nuit au galop des chevaux, Rend-nous, oh! rends-nous l'honneur de nos Ancêstres, Splendides comme ébène et forts comme le muscle Nous disons droits – l'épée n'a pas une bavure. Ref.: Fibres de... Sénégal, nous faisons nôtre ton grand dessein: Rassembler les poussins à l'abri des milans Pour en faire, de l'Est à l'Ouest, du Nord au Sud, Dressé, un même peuple, un peuple sans couture Mais un peuple tourné vers tous les vents du monde. Ref.: Fibres de... Sénégal, comme toi, comme tous nos héros, Nous serons durs sans haine et des deux bras ouverts. L'épée, nous la mettrons dans la paix du fourreau, Car le travail sera notre arme et la parole. Le Bantou est un frère, et l'Arabe et le Blanc. Ref.: Fibres de... Mais que si l'ennemi incendie nos frontières Nous serons tous dressés et les armes au poing: Un Peuple dans sa foi défiant tous les malheurs, Les jeunes et les vieux, les hommes et les femmes. La Mort, oui! Nous disons la Mort, mais pas la honte. Ref.: Fibres de... | Zagrajcie na wszystkich korach, uderzcie w balafony Zagrajcie na wszystkich korach, uderzcie w balafony, lew zaryczał, pogromca stepu jednym skokiem ruszył naprzód, rozpraszając ciemności. Słońce na nasze lęki, słońce na naszą nadzieję. Powstańcie bracia, oto zebrana Afryka! Ref.: Włókna mego zielonego serca Ramię do ramienia, moi więcej niż bracia, Senegalczycy, powstańcie! Zjednoczmy morza i źródła, zjednoczmy step i las! Bądź pozdrowiona, matko Afryko, bądź pozdrowiona, matko Afryko! Senegalu, synu lwiej piany, Ty, powstały z nocy do końskiego galopu, Zwróć nam, o zwróć nam honor naszych Przodków, Wspaniałych jak heban, silnych jak mięsień! Mówimy prosto – miecz jest bez skazy. Ref.: Włókna mego... Senegalu, bierzemy na siebie twój wielki plan: Zebrać kurczęta pod ochronę kań, Aby uczynić z nich, od Wschodu do Zachodu, od Północy do Południa Wyprostowany, jeden lud, lud bez podziałów, Lecz lud odwrócony na wszystkie wiatry świata. Ref.: Włókna mego... Senegalu, jak ty, jak wszyscy nasi bohaterowie, Będziemy twardzi bez nienawiści i z otwartymi ramionami. Miecz włożymy podczas pokoju do pochwy, Gdyż praca będzie naszą bronią i słowo. Bantu jest bratem, i Arab i biały. Ref.: Włókna mego... Lecz jeśli wróg podpali nasze granice, Wszyscy powstaniemy, a broń w naszych pięściach: Lud w swej wierze stawiający czoła wszelkim przeciwnościom, Młodzi i starzy, mężczyźni i kobiety. Śmierć, tak! Mówimy: Śmierć, ale nie hańba. Ref.: Włókna mego... |

Zobacz też:
- Senegal
- godło Senegalu, flaga Senegalu